# GAZ Tchaïka
La GAZ Tchaïka 13 (ou Chaïka, en russe : Ча́йка) est une automobile soviétique présentée en 1958 qui remplace la 12 ZIM dans le rôle du haut de gamme du constructeur de Gorki. Elle restera au catalogue pendant plus de 20 ans.
La Tchaïka 14 lui succède en 1976, mais sa carrière est plus courte et se termine en 1988.
À l’époque, les GAZ Tchaïka sont réservées aux personnalités importantes du pays, et leur production restera assez limitée.

## La Tchaïka 13 (1958-1981)

### Une Russe d'inspiration américaine
La GAZ Tchaïka, qui signifie « GAZ mouette » en français, est exposée pour la première fois à l’Exposition universelle de Bruxelles d’avril 1958. Elle se veut assurer la succession de la 12 ZIM, dont la carrière touche à sa fin. Inspirée par la Packard Clipper Super 1956, la Tchaïka (ou Chaïka) est longue de 5,60 m et large de 2 m. Le prototype de Bruxelles, non définitif, est motorisé par un V8 en aluminium à la cylindrée de 4 890 cm3 et développant 180 ch.
Lorsque la production démarre, le 16 janvier 1959, le bloc a laissé sa place à un V8 encore plus gros : un 5,5 L de 205 ch.
La vitesse de pointe s’établit à 160 km/h, malgré le poids conséquent de l’engin.

### Une dotation très riche
La Tchaïka récupère la boîte automatique à convertisseur hydraulique de couple étudiée pour la Volga.
Son équipement est pléthorique : vitres électriques, siège conducteur réglable électriquement, système de chauffage individuel pour les passagers arrière, poste de radio perfectionné, antenne électrique…
Toutes les Tchaïka sont peintes en noir, à l’exception du modèle rouge du commandant des pompiers de Moscou, de la blanche de la cosmonaute Valentina Terechkova et de quelques exemplaires bicolores.

### D’autres versions
Quelques variantes de la berline ont été fabriquées, mais à titre très confidentiel. On dénombre 8 cabriolets 4 portes (type 13-B), une limousine de parade, 20 breaks (type 13-C) dont un corbillard et plusieurs ambulances, ainsi que quelques limousines (type 13-A).
La Tchaïka 13 a survécu jusqu’en 1981, après 3 179 exemplaires produits. Elle est remplacée (dès 1976) par la GAZ 14 Tchaïka.

## La Tchaïka 14 (1976-1988)
Afin de remplacer la Tchaïka 13 dont le style est déjà dépassé au milieu des années 1960, GAZ prépare une remplaçante dès 1967, année où est construit le premier prototype. Sept autres prototypes verront le jour jusqu’en 1976, lorsque GAZ reçoit l’accord du gouvernement pour la mise en production.
Le premier exemplaire, de couleur rouge cerise, quitte l’usine le 14 février 1976 et sera offert à Léonid Brejnev pour son 70e anniversaire.
Inspirée par Chrysler, la GAZ 14 est motorisée par un V8 5.5 de 220 ch, capable d’emmener les 2,6 tonnes de la limousine à 175 km/h.
Quelques Tchaïka furent carrossées en cabriolet, utilisés pour les parades militaires.
Après une carrière de 12 ans seulement, la production est arrêtée le 24 octobre 1988. 1114 Tchaïka 14 auront été fabriqués, dont 14 cabriolets. Un exemplaire de la berline sera même immatriculé en Belgique.

## Galerie

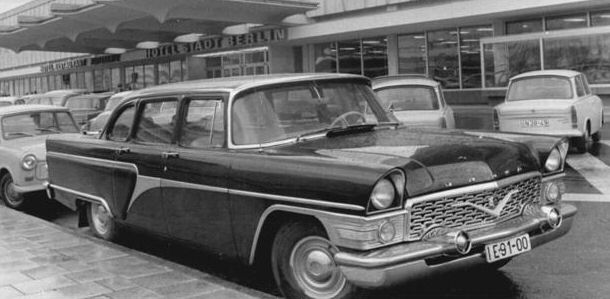
Une Tchaïka 13 à Berlin-Est en 1970
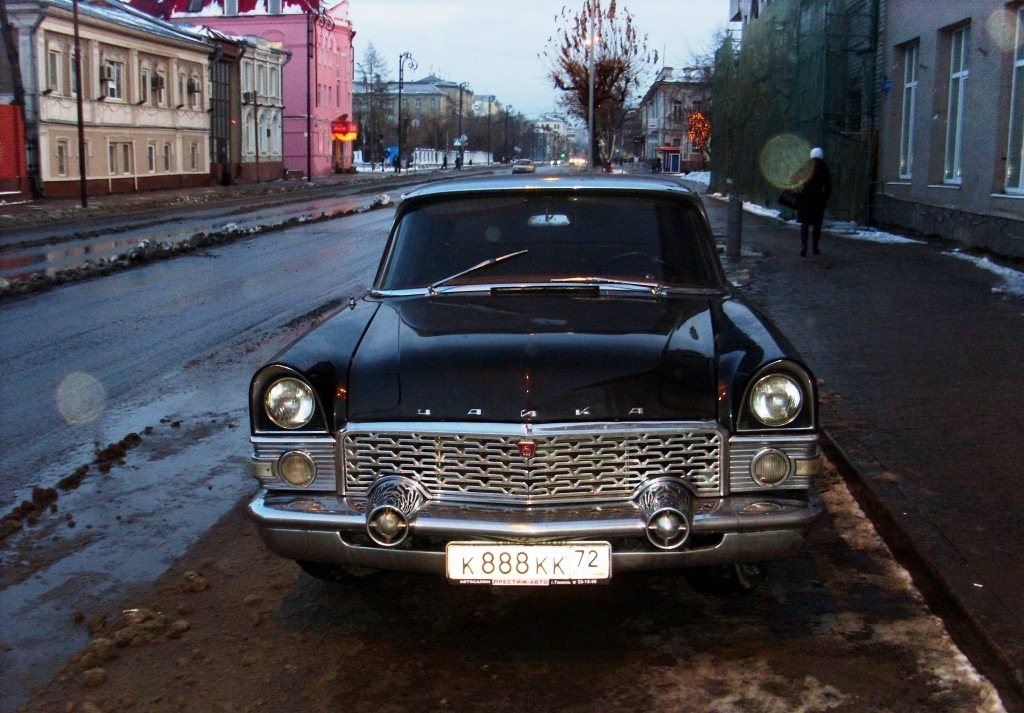
Une Tchaïka 13 à Tioumen en Russie
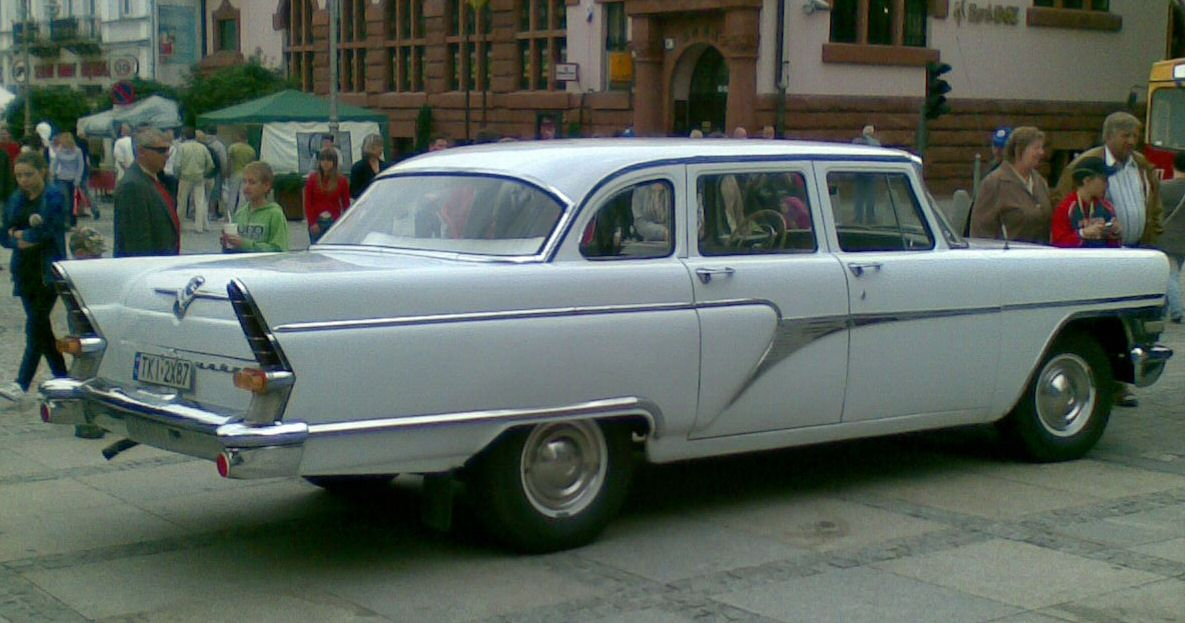
Une rare Tchaïka 13 blanche
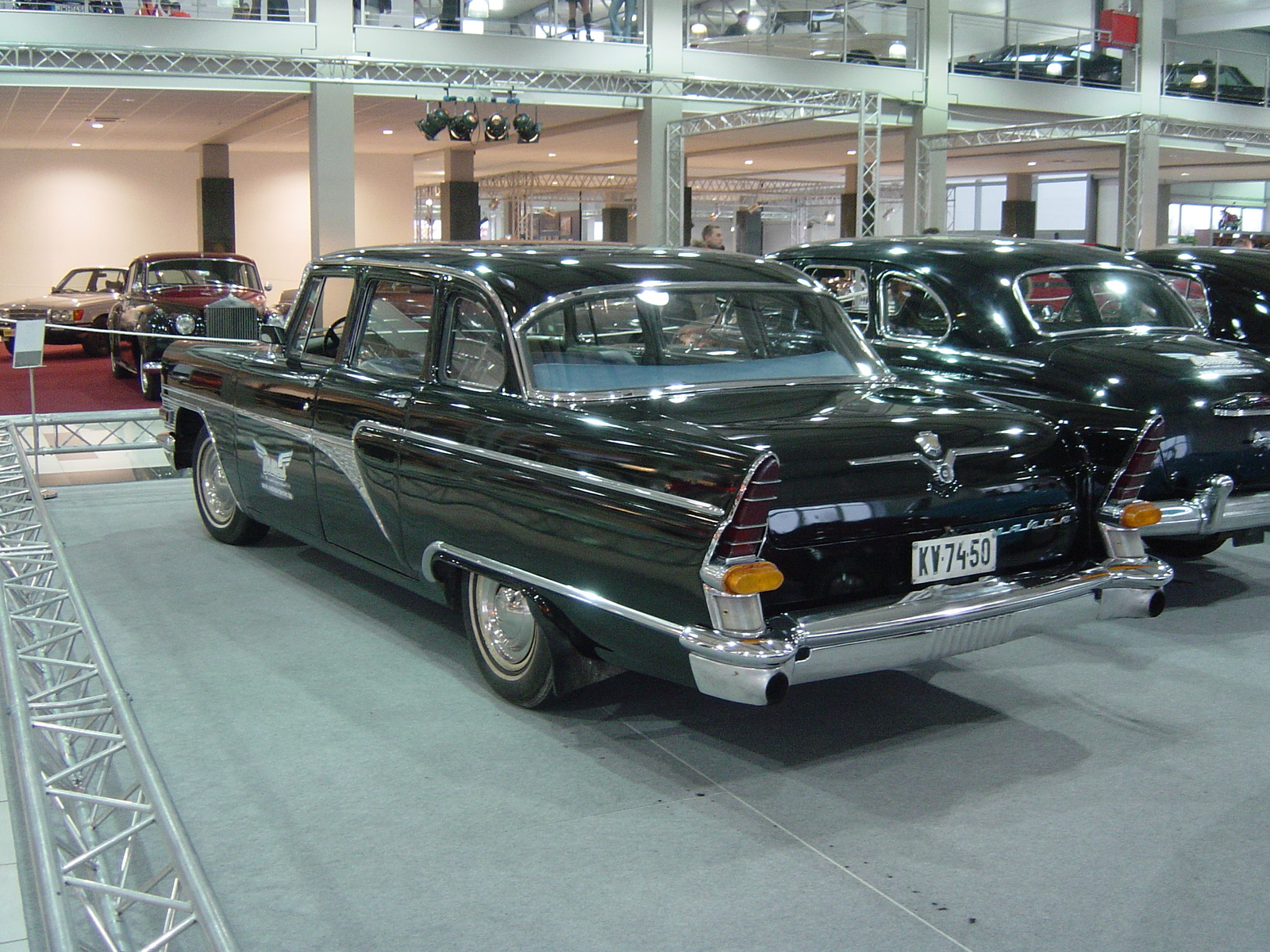
Une Tchaïka 13 présentée à la Oldtimer Expo de Budapest en 2007
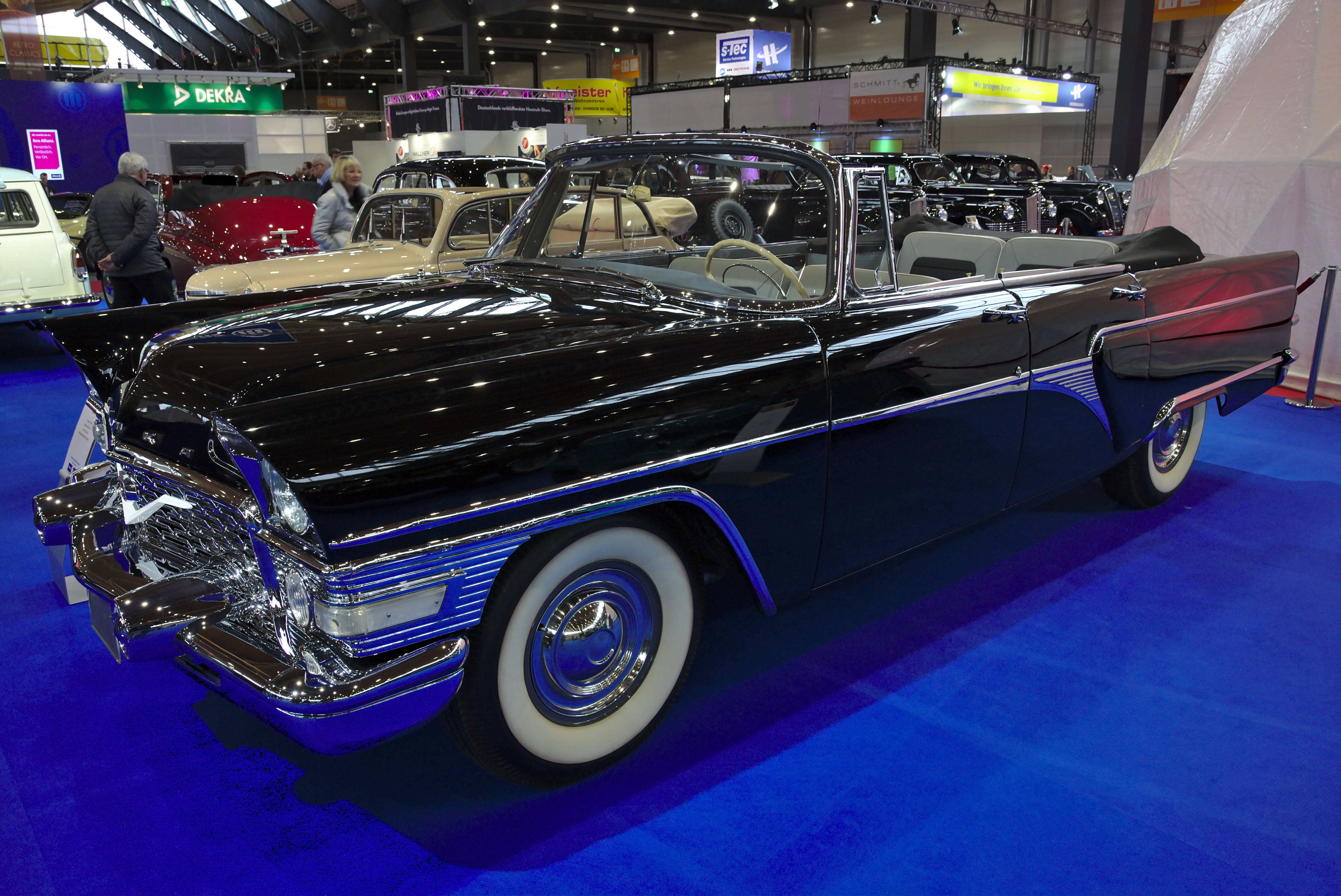
Un cabriolet de parade Tchaïka 13
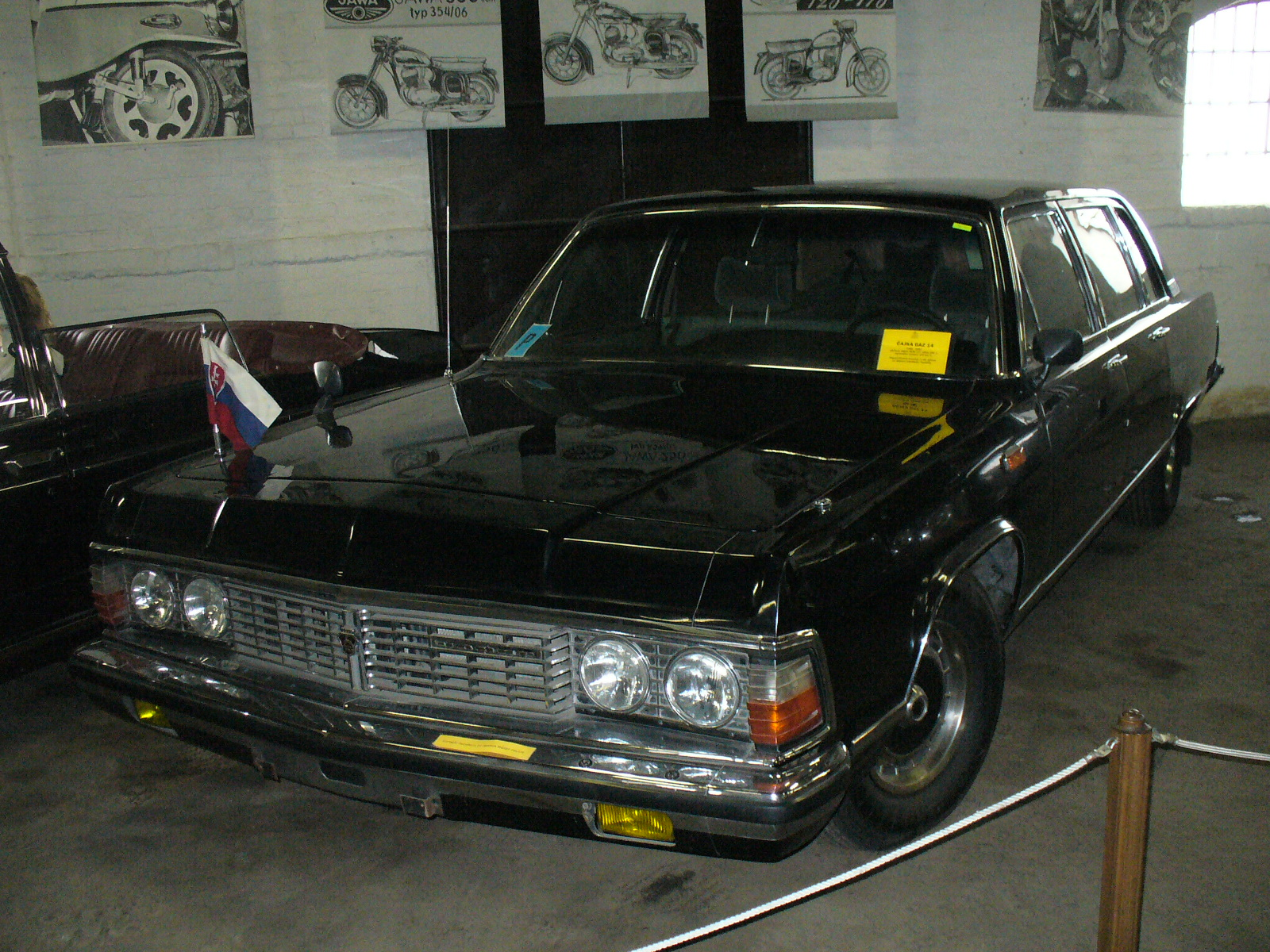
Une Tchaïka 14 dans un musée de Bratislava
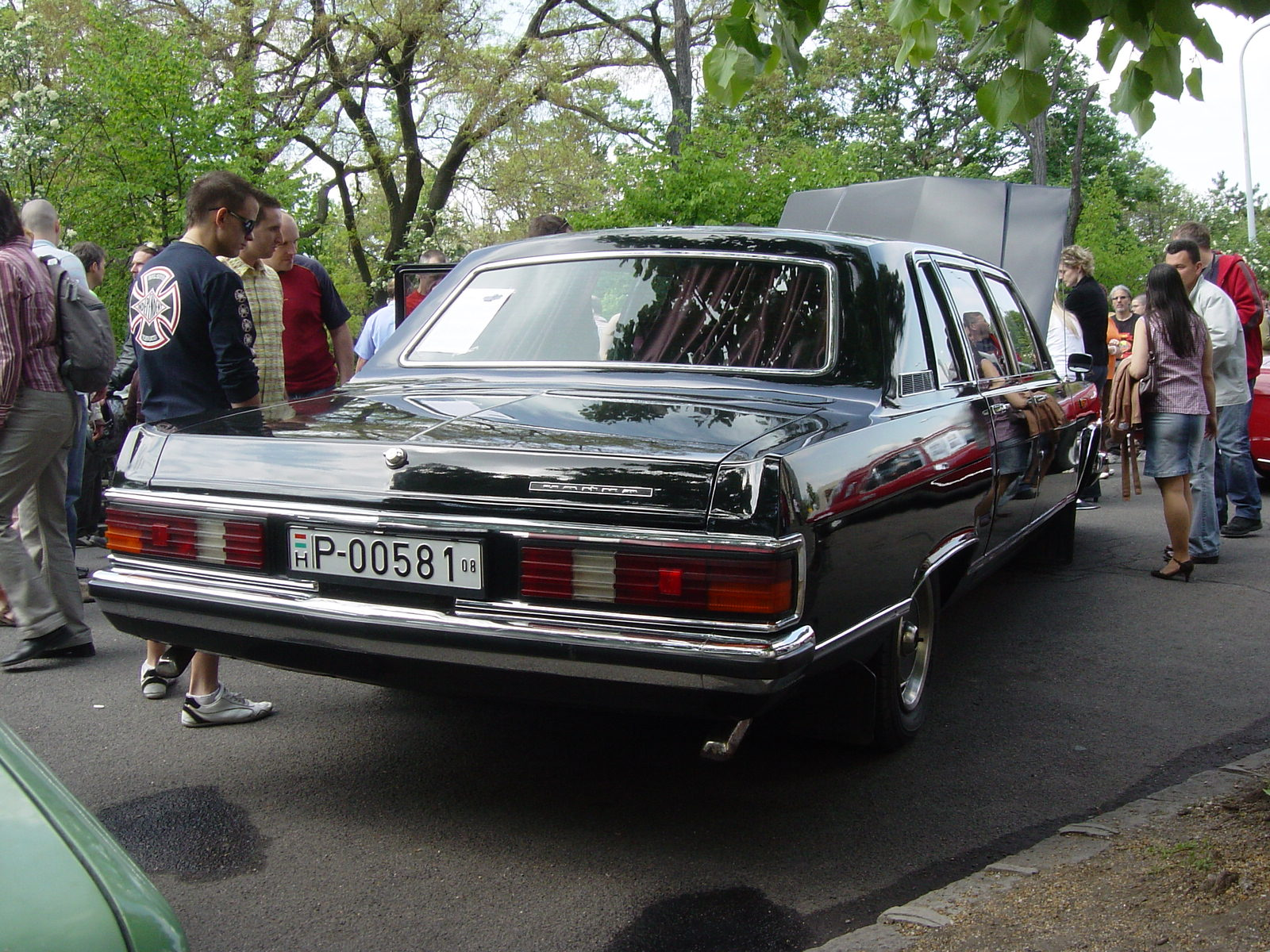
Vue arrière d'une Tchaïka 14
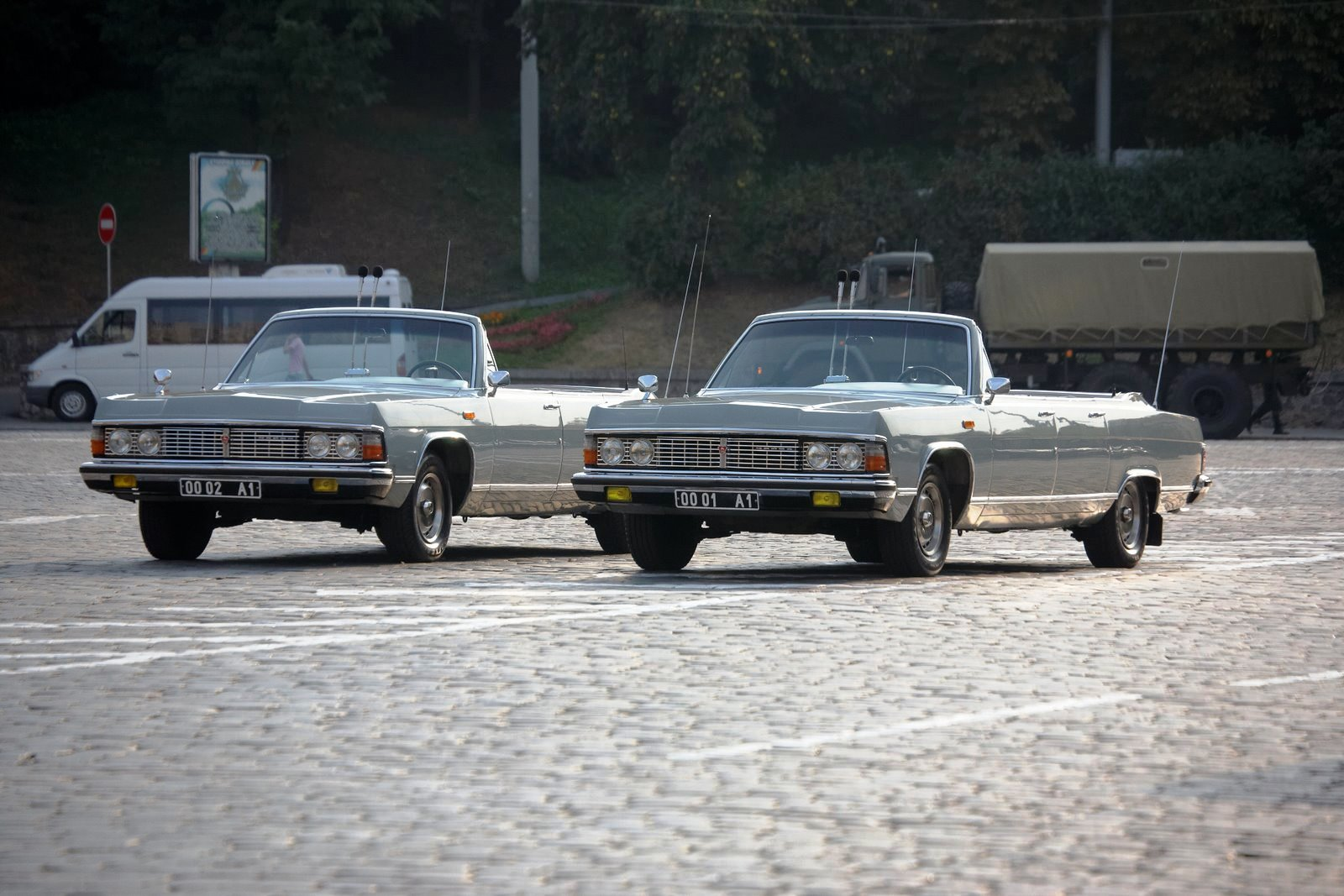
Deux cabriolets de parade sur base de Tchaïka 14
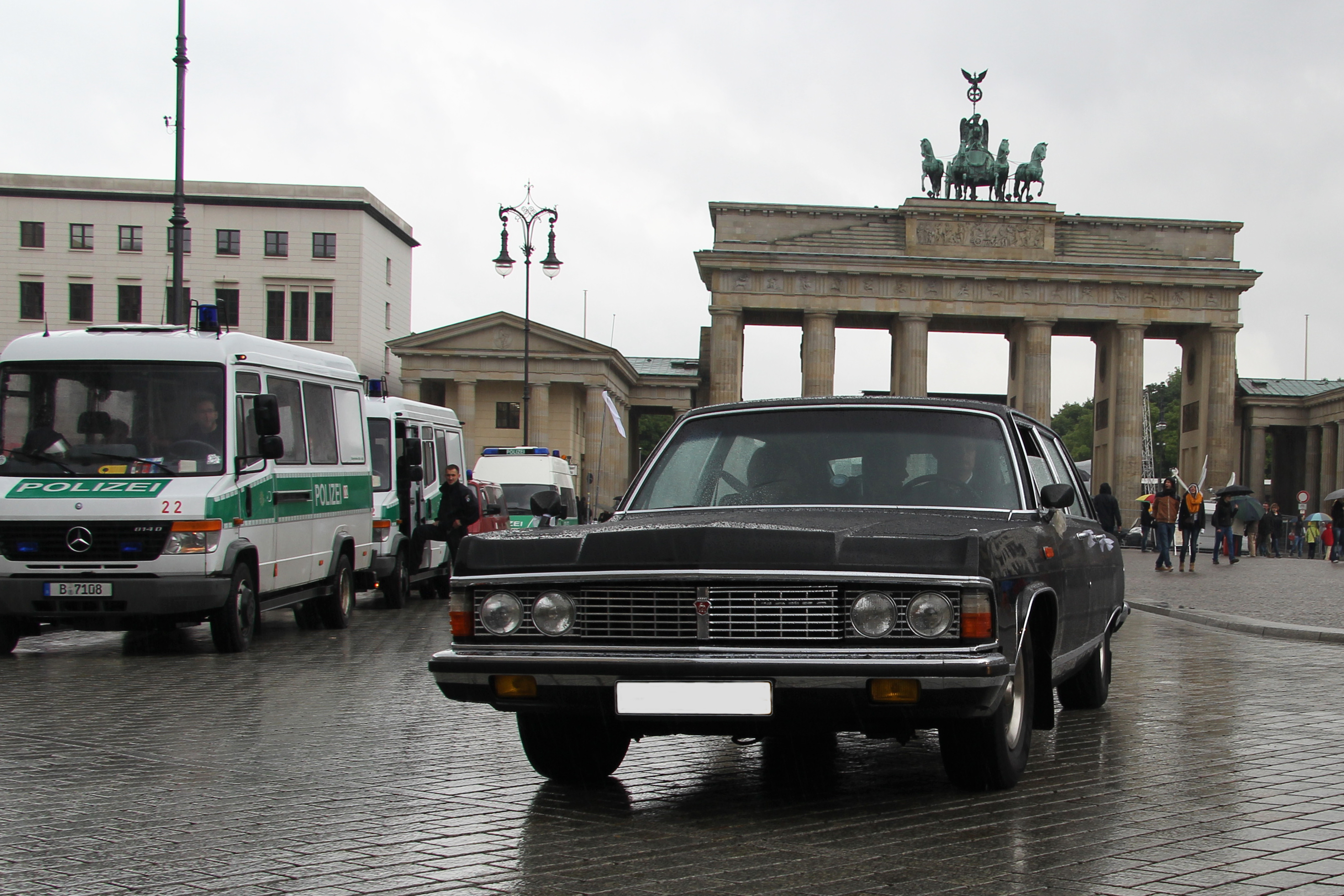

## Sources
- Bernard Vermeylen, Voitures des pays de l'Est, E-T-A-I, Boulogne-Billancourt, 2008  (ISBN 9782726888087)